# Слънце на детството
„Слънце на детството“ е български 2-сериен телевизионен игрален филм (детски, приключенски, семеен) от 1981 година на режисьора Илко Дундаков, по сценарий на Станислав Стратиев. Оператор е Цанчо Цанчев. Художник е Мария Деничина, а редактор на филма Люляна Русева.

## Серии
- 1. серия – 63 минути
- 2. серия – 62 минути [1].

## Актьорски състав
| Изпълнител                        | Роля                                                            |
| --------------------------------- | --------------------------------------------------------------- |
| Сава Момчилов                     | дете                                                            |
| Васко Василев                     | Сашко                                                           |
| Кръстьо Керестелиев               | дете                                                            |
| Нейчо Тодоров                     | дете                                                            |
| Невена Коканова                   | майката на Сашко/кралицата                                      |
| Георги Кишкилов                   | бръснарят Кольо                                                 |
| Домна Ганева                      | Слоницата, богаташка, жена на Пиер                              |
| Иван Цветарски                    | Пиер – Слона                                                    |
| Николай Стоянов                   | Атанас Лудия                                                    |
| Стойно Добрев                     | лавкаджия                                                       |
| Димитър Манчев                    | месарят                                                         |
| Стефан Илиев                      | бащата на Сашко/съдия                                           |
| Лъчезар Стоянов                   | затворникът бай Стамен, крадец                                  |
| Христо Дерменджиев                |                                                                 |
| Антон Карастоянов                 | обущарят Личко                                                  |
| Кирил Кавадарков                  | свещеникът                                                      |
| Атанас Воденичаров                |                                                                 |
| Славчо Митев                      | железничарят                                                    |
| Мария Ганчева                     | бабата на Сашко                                                 |
| Теодор Юруков (като Тодор Юруков) | професорът                                                      |
| Владимир Бонев                    |                                                                 |
| В епизодите                       |                                                                 |
| Нина Арнаудова                    |                                                                 |
| Георги Гайтаников                 |                                                                 |
| Марко Мангачев                    |                                                                 |
| Станчо Станчев                    |                                                                 |
| Антон Радичев                     | селянин                                                         |
| Симеон Викторов                   |                                                                 |
| Светослав Пеев                    | брата чехлар от магазин „Братска обич“                          |
| Коста Карагеоргиев                | втория брат чехлар от магазин „Братска обич“                    |
| Кунка Баева                       |                                                                 |
| Божидар Лечев                     |                                                                 |
| Щилиян Кунев                      |                                                                 |
| Виолета Николова                  |                                                                 |
| Димитър Керанов                   |                                                                 |
| Димитър Иванов                    |                                                                 |
| Ангелина Самарджиева              |                                                                 |
| Димитър Добрев                    |                                                                 |
| Ицхак Финци                       | разказвачът (глас зад кадър; не е посочен в надписите на филма) |